# Argentovoluta
Argentovoluta is een geslacht van weekdieren uit de klasse van de Gastropoda (slakken).

## Soort
- Argentovoluta bottai (Vazquez & Caldini, 1989)